# شیچیمی
شیچیمی توگاراشی (به ژاپنی: 七味唐辛子، Shichi-mi tōgarashi) که به آن ادویه فلفل هفت طعم و فلفل هفت‌رنگ هم می‌گویند یک ادویه رایج در آشپزی ژاپنی، حاوی هفت ماده است.
توگاراشی واژه ژاپنی برای فلفل گلدانی است. گونه‌ای فلفل قرمز بومی آمریکای مرکزی و جنوبی، و این ماده است که شیچیمی را تند می‌کند.
شیچیمی معمولاً حاوی فلفل گلدانی با پوست درشت، سانشو آسیاب شده، پوست پرتقال بوداده، دانه کنجد سیاه، دانه کنجد سفید، دانه شاهدانه، زنجبیل آسیاب شده و نوری یا آئونوری است.
شیچیمی اغلب در سوپ، پاستا و گیودون استفاده می‌شود. همچنین به عنوان چاشنی در برخی از محصولات برنجی مانند کیک برنجی، آجموچی و کراکر برنج برشته استفاده می‌شود.